# Lycodichthys
Genre
Lycodichthys est un genre regroupant deux espèces de poissons de la famille des Zoarcidae qui se rencontrent en eaux profondes dans l'océan Austral.
Le nom Lycodichthys vient du grec Lycos, loup et ichtys, poisson.

## Description
Les membres de ce genre mesurent une vingtaine de centimètres et ressemblent à une anguille trapue.

## Liste des espèces
- Lycodichthys antarcticus Pappenheim, 1911
- Lycodichthys dearborni (DeWitt, 1962)